# Поноћни клуб
Поноћни клуб (енгл. The Midnight Club) америчка је хорор телевизијска серија коју су створили Мајк Фланаган и Лија Фонг за Netflix. Екранизација је истоименог романа Кристофера Пајка из 1994. године, поред још 27 романа истог аутора, а прати осам пацијената хоспиција који се састају сваке поноћи да би причали страшне приче. Приказана је 7. октобра 2022. године.

## Радња
У хоспицију за смртно болесне тинејџере, чланови ексклузивног клуба склопе језиви пакт: први од њих који умре мора осталима да пошаље знак из загробног живота.

## Улоге

### Главне
| Глумац           | Улога              |
| ---------------- | ------------------ |
| Иман Бенсон      | Илонка             |
| Игби Ригни       | Кевин              |
| Рут Код          | Анја               |
| Анара Сајмон     | Сандра             |
| Крис Сумптер     | Спенсер            |
| Адија            | Чери               |
| Аја Фурукава     | Нацуки             |
| Сауријан Сапкота | Амеш               |
| Хедер Лангенкамп | др Џорџина Стантон |
| Зак Гилфорд      | Марк               |
| Саманта Слојан   | Шаста              |
| Мет Бидел        | Тим                |

### Споредне
| Глумац            | Улога             |
| ----------------- | ----------------- |
| Емилија Баранац   | Кетрин            |
| Данијел Димер     | Рет               |
| Кејти Паркер      | Ејсо              |
| Ларсен Томпсон    | Џулија Џејн       |
| Вилијам Б. Дејвис | човек на огледалу |
| Патриша Дрејк     | дух               |
| Кристал Балинт    | Меги              |
| Џенаја Рос        | Тристан           |
| Хенри Томас       | Џек               |
| Алекс Есое        | Попи              |
| Рахул Коли        | Винсент           |
| Мајкл Труко       | Фредерик          |

## Епизоде
| Бр. еп. | Наслов                 | Редитељ                  | Сценариста                               | Премијера        |
| --- | ---------------------- | ------------------------ | ---------------------------------------- | ---------------- |
| 1 | Последње поглавље      | Мајк Фланаган            | Мајк Фланаган и Лија Фонг                | 7. октобар 2022. |
| Кад јој рак поквари планове за одлазак на факултет, одликашица Илонка пронађе трачак наде у Брајтклифу, тајанственом хоспицију за смртно болесне тинејџере. |                        |                          |                                          |                  |
| 2 | Две Дејне              | Мајк Фланаган            | Лија Фонг, Џулија Бикнел и Мајк Фланаган | 7. октобар 2022. |
| Анја уноси горчину у напету групну терапију, а Илонка упозна исцелитељку. Потресени Спенсер због дубоке посекотине заврши у амбуланти.                      |                        |                          |                                          |                  |
| 3 | Зло срце               | Мајкл Фимоњари           | Илан Гејл и Мајк Фланаган                | 7. октобар 2022. |
| Дан породице у Брајтклифу доноси вести од куће, али не за свакога. Низ чудних трагова доведе Илонку до застрашујућих открића.                               |                        |                          |                                          |                  |
| 4 | Пољуби ме              | Мајкл Фимоњари           | Џејми Фланаган и Мајк Фланаган           | 7. октобар 2022. |
| Клуб истражује скривену просторију, где Сандру узнемире предмети које су пронашли. Непознат глас води Спенсера кроз телефон на зиду. Анја види тамну сенку. |                        |                          |                                          |                  |
| 5 | Видимо се после        | Емануел Осеј Куфур Млађи | Џулија Бикнел и Мајк Фланаган            | 7. октобар 2022. |
| Илонка дубље истражује мистерије Брајтклифа и добија неочекивани поклон. После се клуб састане на забави за дан Амешеве смрти.                              |                        |                          |                                          |                  |
| 6 | Вештица                | Аксел Керолин            | Чинака Хоџ и Мајк Фланаган               | 7. октобар 2022. |
| Док Анјино здравље виси о концу, Илонка и остали делују брзо: изведу ритуал из прошлости Поноћног клуба.                                                    |                        |                          |                                          |                  |
| 7 | Анја                   | Аксел Керолин            | Џејми Фланаган                           | 7. октобар 2022. |
| Отворивши очи, Анја се нађе у чудној новој стварности. Илонка криви себе за страшан губитак, а затим начује разговор који би могао променити све.           |                        |                          |                                          |                  |
| 8 | Пут који не води никуд | Вијет Нгујен             | Џулија Бикнел и Мајк Фланаган            | 7. октобар 2022. |
| Наоружана новим информацијама, Илонка одлучно тражи одговоре. Шаста јој да интригантну понуду. Окупивши се, Клуб открије да су врата библиотеке закључана.  |                        |                          |                                          |                  |
| 9 | Вечни пријатељ         | Вијет Нгујен             | Илан Гејл и Мајк Фланаган                | 7. октобар 2022. |
| Кевин призна да има визије. Обесхрабрена Илонка након лоше вести оде из Брајтклифа, али оптимистична Шаста је наговара да се врати.                         |                        |                          |                                          |                  |
| 10 | Поноћ                  | Морган Бегс              | Мајк Фланаган и Лија Фонг                | 7. октобар 2022. |
| Др Стантон следеће јутро прекори Илонку и открије више о Џулији Џејн. Сандра се опрости од свих. Кевин коначно заврши своју причу.                          |                        |                          |                                          |                  |